# Riddarhyttan
Riddarhyttan is een plaats in de gemeente Skinnskatteberg in het landschap Västmanland en de provincie Västmanlands län in Zweden. De plaats heeft 500 inwoners (2005) en een oppervlakte van 157 hectare.

## Verkeer en vervoer
Bij de plaats loopt de Riksväg 68.